# Râul Mislea
Râul Mislea este un curs de apă, afluent al râului Teleajen. 

## Hărți
- Harta Județului Prahova
- Harta Muntii Grohotiș [nefuncțională]